# 阿塔卡梅斯縣

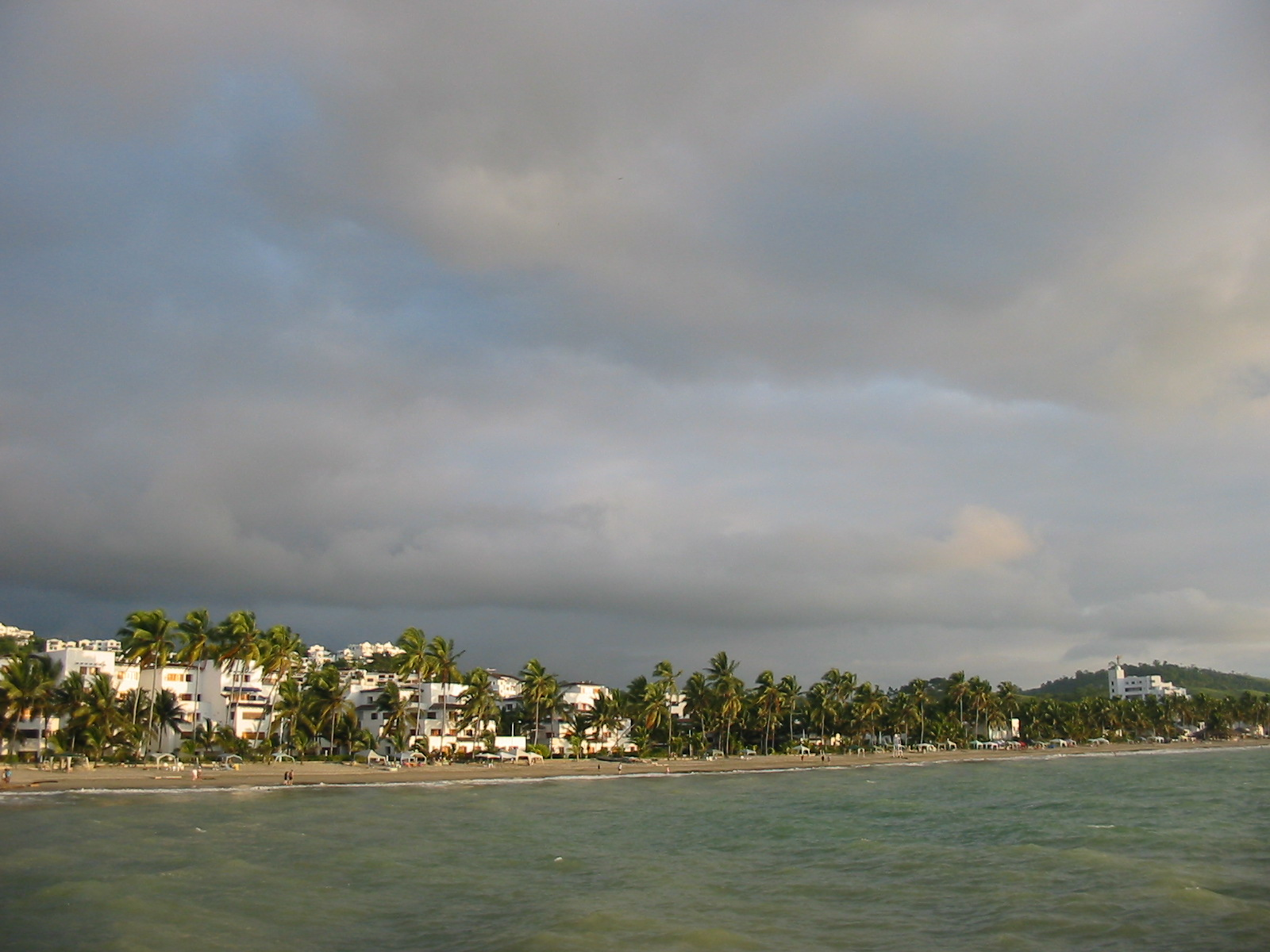

0°52′N 79°50′W / 0.867°N 79.833°W
阿塔卡梅斯縣（西班牙語：Cantón Atacames），是厄瓜多爾的縣份，位於該國西北部，由埃斯梅拉達斯省負責管轄，面積511平方公里，2001年人口30,267，人口密度每平方公里59.23人。